# Гладков, Теодор Кириллович
Тео́дор Кири́ллович Гладко́в (21 августа 1932, Москва, РСФСР, СССР — 16 ноября 2012, Москва, Россия) — советский и российский писатель-документалист, военный корреспондент, имевший тесные личные контакты с КГБ СССР и Службой внешней разведки Российской Федерации.
Член Союза писателей России, Международного союза журналистов, Общества по изучению истории отечественных спецслужб.

## Биография
Теодор Гладков родился 21 августа 1932 года в Москве. В 1955 году окончил Философский факультет Московского государственного университета имени М. В. Ломоносова.
Работал в центральной печати, на радио и телевидении. Неоднократно выезжал в «горячие точки» во Вьетнам, Лаос, Камбоджу, Эфиопию и другие страны.
Написал более 30 литературных произведений, преимущественно на темы разведки и контрразведки. Член Союза писателей России.
Писатель Николай Долгополов называл Гладкова основателем жанра документально-биографической литературы о фигурах советской и российской разведки.
В 2011 году были записаны воспоминания Теодора Гладкова о Владимире Высоцком, с которым он с 1975 года соседствовал по лестничной площадке в доме Московского горкома художников-графиков на Малой Грузинской, 28.
Скончался в Москве 16 ноября 2012 года от рака легких. Похоронен на Введенском кладбище (17 уч.).

## Семья
Отец — Кирилл Александрович Гладков, учёный, химик и физик.
Мать — Мина Арнольдовна Финкельберг, журналист.
Сестра — Коринна Кирилловна Гладкова, врач, учёный, доктор медицинских наук, профессор, член Академии медицинских наук СССР.
Жена — Марита.
- Старший сын — Евгений Теодорович, журналист и художник.
- Младший сын — Максим Теодорович, переводчик.

## Творчество
Автор более тридцати литературных произведений, телевизионных и радиопередач.
В последние годы вышли «Тайны спецслужб III-го Рейха», книги серии «Жизнь замечательных людей» (о В. Р. Менжинском, Д. Н. Медведеве, А. М. Короткове, А. Х. Артузове), первая в стране книга о выдающемся разведчике Якове Голосе и другие.
Т. К. Гладков — автор документальных повестей «Девушка из Ржева», «Прерванный прыжок» (в соавторстве с А. Лукиным) и художественных произведений «Последняя акция Лоренца» (в соавторстве с А. Сергеевым), «Рассказы полковника Бондаря» (совместно с Б. Стекляром), «Невозвращенец» (вместе с В. Тимофеевым).
Был также консультантом многих художественных и документальных фильмов.

## Награды
- Медаль «За заслуги» (СВР, 2009)[4].
- Премия КГБ СССР.
- Премия Службы внешней разведки Российской Федерации (2000) — за книгу «С места покушения скрылся…».
- Премия ФСБ России (номинация «Художественная литература и журналистика», 2008) — за книгу «Артузов» (серия «Жизнь замечательных людей»).
- Премия ФСБ России (номинация «Художественная литература и журналистика», 2011) — за книгу «Николай Кузнецов».
- Другие награды, премии и медали.

## Произведения
- Гладков Т. К. Артузов. — М.: Мол. гвардия, 2008. — 477 с. — (Жизнь замечательных людей : серия биографий; вып. 1333 (1133)). — 3000 экз. — ISBN 978-5-235-03131-9.
- Гладков Т. К. Взрыв в Леонтьевском : Повесть. — М.: Моск. рабочий, 1988. — 190 с. — 50 000 экз. — ISBN 5-239-00617-2.
- Гладков Т. К. Его величество агент : [о ветеране НСДАП, офицере гестапо, агенте советской разведки Вилли Лемане, (псевдоним Брайтенбах)]. — М.: Печатные Традиции, 2010. — 254 с. — 3000 экз. — ISBN 978-5-91561-047-6.
- Гладков Т. К. Король нелегалов : Докум. повесть о выдающемся разведчике А. Короткове. — М.: Гея итэрум, 2000. — 463 с. — («Рассекреченные жизни»). — 5000 экз. — ISBN 5-85589-042-2.
  - Лифт в разведку. «Король нелегалов» Александр Коротков. — М.: Олма-Пресс, 2002. — 575 с. — («Досье»). — ISBN 5-224-03415-9.
  - Коротков. — М.: Молодая гвардия, 2005. — 543 с. — (Жизнь замечательных людей : ЖЗЛ : серия биографий; Вып. 1143 (943)). — 4000 экз. — ISBN 5-235-02793-0.
- Гладков Т. К. Клятва у знамени : [Докум. повесть о В. И. Киквидзе]. — М.: Политиздат, 1978. — 127 с. — (Герои Советской Родины). — 200 000 экз.
- Гладков Т. К. Медведев. — М.: Мол. гвардия, 1985. — 304 с. — (Жизнь замечательных людей : Сер. биогр.; Вып. 10 (657)). — 150 000 экз.
- Гладков Т. К. Медведев — супердиверсант Судоплатова. — М.: Яуза : Эксмо, 2005. — 511 с. — («Герой спецназа»). — 4100 экз. — ISBN 5-699-09890-9.
- Гладков Т. К. Награда за верность — казнь : [Биогр. А. Х. Артузова]. — М.: Центрполиграф, 2000. — 573 с. — («Секретная папка»). — 10 000 экз. — ISBN 5-227-00895-7.
- Гладков Т. К. Наш человек в Нью-Йорке. Судьба резидента : [о разведчике-групповоде НКВД/НКГБ в США Якове Голосе]. — М.: Яуза : Эксмо, 2007. — 351 с. — (Незримый фронт). — 3000 экз. — ISBN 978-5-699-20505-9.
- Гладков Т. К. Невозвращенец : [повести]. — М.: Вече, 2012. — 287 с. — (Содерж.: Сожженная на костре; Невозвращенец). — 4500 экз. — ISBN 978-5-9533-6433-1.
- Гладков Т. К. Николай Кузнецов : [документальная повесть : к 100-летию со дня рождения Героя Советского Союза]. — Екатеринбург: Сократ, 2011. — 381 с. — (Жизнь замечательных уральцев : ЖЗУ ; вып. 2). — 5000 экз. — ISBN 978-5-88664-365-7.
- Гладков Т. К. Остаюсь чекистом! : О Герое Сов. Союза Д. Н. Медведеве. — М.: Политиздат, 1987. — 126 с. — (Герои Советской Родины). — 300 000 экз.
  - . — 2-е изд. — М.: Политиздат, 1989. — 127 с. — 100 000 экз.
- Гладков Т. К. Прерванный прыжок : [повести]. — М.: Вече, 2011. — 284 с. — (Военные приключения. Содерж.: Прерванный прыжок; Взрыв в Леонтьевском). — 5000 экз. — ISBN 978-5-9533-5992-4.
- Гладков Т. К. С места покушения скрылся : [Док. повесть о разведчике, Герое Сов. Союза Николае Кузнецове]. — М.: Гея, 1998. — 399 с. — 10 000 экз. — ISBN 5-85589-042-2.
  - Легенда советской разведки : [Докум. повесть о Герое Сов. Союза Николае Кузнецове]. — М.: Вече, 2001. — 447 с. — («Особый архив»). — 7000 экз. — ISBN 5-7838-0930-6.
  - Кузнецов. Легенда советской разведки. — М.: Вече, 2004. — 380 с. — («Досье без ретуши»). — 7000 экз. — ISBN 5-9533-0211-8.
- Гладков Т. К. Тайны спецслужб III рейха : [От штурмовых отрядов до Гестапо и Абвера]. — М.: Яуза : ЭКСМО, 2004. — 415 с. — (Тайны III рейха). — 6000 экз. — ISBN 5-87849-150-8.
  - . — М.: Яуза : ЭКСМО, 2005. — 415 с. — 3000 экз. — ISBN 5-699-10157-8.
  - Тайны спецслужб III Рейха. «Информация к размышлению». — М.: Яуза-пресс, 2010. — 446 с. — (Секретные материалы III Рейха). — 3000 экз. — ISBN 978-5-9955-0136-7.
- Гладков Т. К. Фриц Шменкель — враг фюрера и рейха. — М.: Политиздат, 1980. — 118 с. — 200 экз.
- Гладков Т. К., Зайцев Н. Г. И я ему не могу не верить… : [О деятельности А. Х. Артузова]. — М.: Политиздат, 1983. — 224 с. — 200 000 экз.
  - . — 2-е изд., доп. — М.: Политиздат, 1986. — 256 с. — 200 000 экз.
  - . — 2-е изд., доп. — М.: Политиздат, 1987. — 256 с. — 200 000 экз.
- Гладков Т. К., Калиниченко Ю. И. Людиново — воздаяние и возмездие : Докум. повесть [о деятельности подпол. орг. в годы Великой Отеч. войны]. — Людиново ; [Калуга]: Фирма Сатурн-5, 1995. — 200 с. — 5000 экз.
- Гладков Т. К., Калиниченко Ю. И. Секретные материалы свидетельствуют. — Калуга: Золотая аллея, 2000. — 256 с. — 9000 экз. — ISBN 5-7111-0048-3.
- Гладков Т. К., Сергеев А. С. Последняя акция Лоренца : Повесть. — М.: Воениздат, 1982. — 205 с. — 100 000 экз.
- Мир приключений : [Сб. фантаст. и приключен. повестей и рассказов : Для сред. и ст. возраста] / Сост. Т. К. Гладков. — М.: Дет. лит., 1987. — 607 с. — (Содерж.: Космонавт № 1: Очерк / Я. Голованов. Первый из десяти, которые потрясли мир / Т. Гладков. Сафьяновый портфель: Приключен. повесть / Ю. Кларов. Визит «Джалиты» / М. Азов, В. Михайловский. Война за погоду: Приключен. повесть / Г. Прашкевич. Черный эскадрон: Повесть-хроника, основ. на фактах / А. Кулешов. Сигнал тревоги (Из записок прокурора): Приключен. повесть / А. Безуглов. Сын неба: Науч.-фантаст. повесть / Г. Голубев. Комбинация «Голо»). — 100 000 экз.
- Мозохин О. Б., Гладков Т. К. Менжинский интеллигент с Лубянки. — М.: Яуза : Эксмо, 2005. — 442 с. — 4000 экз. — ISBN 5-699-09942-5.
- Ордена и медали войск СС / С коммент. Т. Гладкова. — М.: Центрполиграф, 2003. — 140 с. — 10 000 экз. — ISBN 5-9524-0641-6.
  - . — М.: Центрполиграф, 2004. — 140 с. — 5000 экз. — ISBN 5-9524-0641-6.
  - . — М.: Центрполиграф, 2005. — 140 с. — 5000 экз. — ISBN 5-9524-0641-6.
  - . — М.: Центрполиграф, 2006. — 140 с. — ISBN 5-9524-0641-6.
- Лукин А. А., Гладков Т. К. Николай Кузнецов. — М.: Молодая гвардия, 1971. — 224 с. — (Жизнь замечательных людей. Серия биографий. Вып. 2 (509)).